# گیلوو
گیلوو (به آلمانی: Gielow) یک شهر در آلمان است که در Mecklenburgische Seenplatte District واقع شده‌است. گیلوو  ۱٬۴۳۸ نفر جمعیت دارد.